# Torshälla
Torshälla je grad u općini Eskilstuna u Švedskoj županiji Södermanland.

## Stanovništvo
Prema podacima o broju stanovnika iz 2005. godine u gradu živi 7.614 stanovnika.

## Vanjske poveznice
- Informacije o gradu  Arhivirana inačica izvorne stranice od 28. listopada 2010. (Wayback Machine)

### Ostali projekti
|  | Zajednički poslužitelj ima još gradiva o temi Torshälla |